# Uraeginthus angolensis
Uraeginthus angolensis là một loài chim trong họ Estrildidae.